# 南豐村 (南投縣)
南豐村是臺灣南投縣仁愛鄉的一個村，位於該鄉中部眉溪流域，東依大同村，西接埔里鎮，南鄰親愛村，西北與新生村接壤。該村於1967年10月1日自大同村拆分而成立，村內有眉溪（南豐）等聚落。

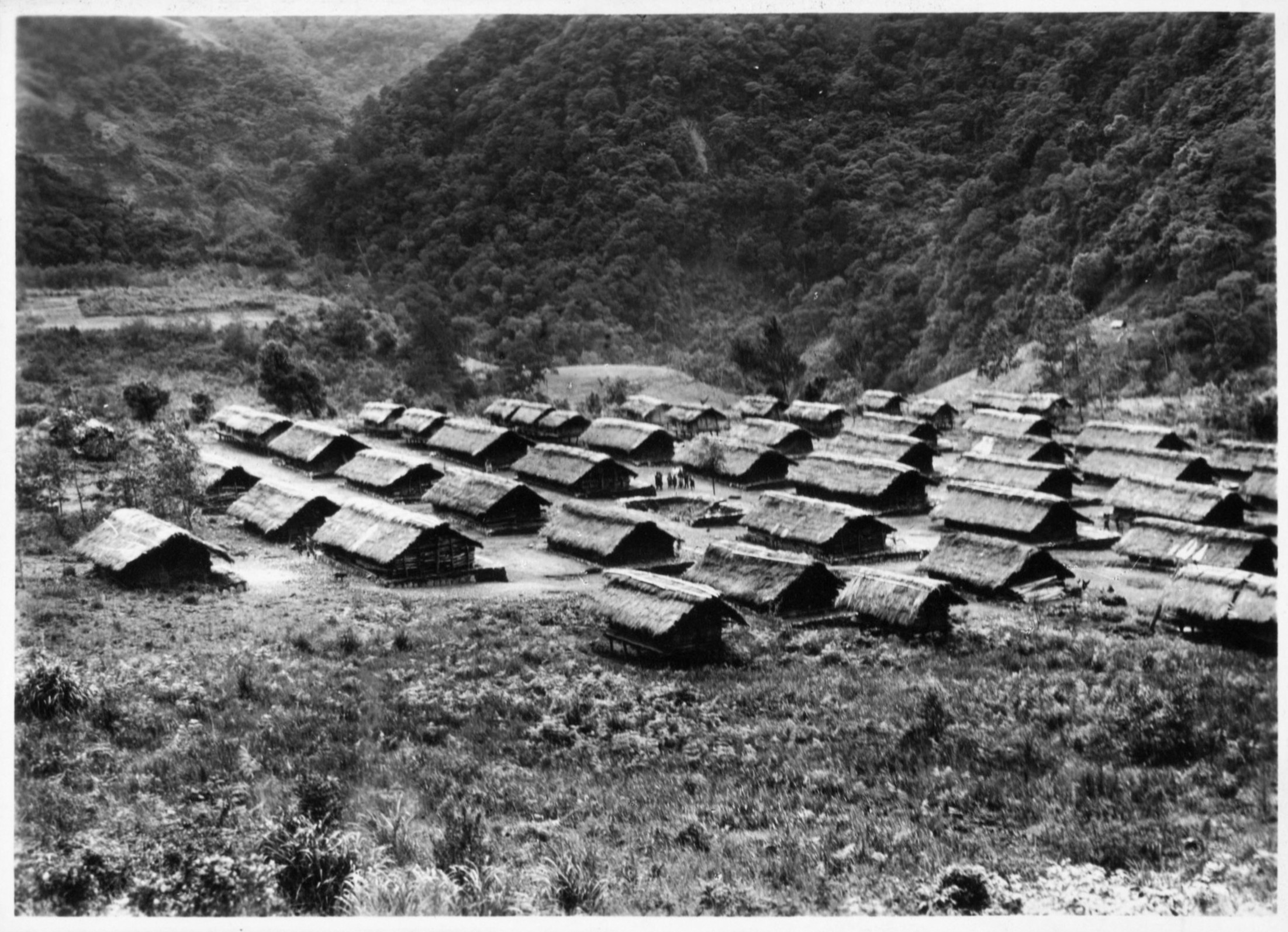
1927年時的眉溪社

## 交通動線
- 臺14線（本部溪橋）

## 設施與景點

### 眉溪
由日治時期的トオガン社、シーパウ社二部落所組成。
| - 南投縣政府警察局仁愛分局南豐派出所 - 南投縣立南豐國民小學 - 人止關:258 | - 天主教臺灣教省臺中教區眉溪教會 - 臺灣基督長老教會賽德克區會賜得磊安（Strengan）教會 |

## 自然景觀
| - 眉溪 - 本部溪 - 南山溪 - 東眼溪 | - 守城大山 - 南東眼山 - 南山 - 關頭山 |